# 必殺スペシャル・春 勢ぞろい仕事人! 春雨じゃ、悪人退治
『必殺スペシャル・春 勢ぞろい仕事人! 春雨じゃ、悪人退治』（ひっさつスペシャルはる せいぞろいしごとにん はるさめじゃ あくにんたいじ）は、1990年4月6日20:00 - 21:48に、テレビ朝日系列で放送された、ABCと松竹（京都映画撮影所、現・松竹撮影所）共同製作のテレビ時代劇。主演は藤田まこと。
必殺シリーズの長時間スペシャル第16弾である。

## 概要
本作は主水が十手を盗まれたという話に平行させつつ、シーボルト事件を主題にして、その背後に仕事人達がいたという設定である。シーボルト事件に絡み、実在の人物としてシーボルトや高橋景保が登場する。また、前作に続き滝田栄が出演し、実在の剣客である千葉周作を演じている。
ストーリーに天気も重要な要素として組み込まれ、劇中の随所で気象解説者の福井敏雄による気象的見地からの解説が付け加えられる演出が採られた。

## あらすじ
中村主水は風呂屋でくつろいでいる際に十手を盗まれるという失態をおかす。天文所の警護をしつつ、十手を盗んだ犯人を捜す主水であったが、盗んだ十手を悪用していた犯人は何者かに殺害され、十手は見つからない。結局、十手を紛失したことが上司の鬼塚に露見し、主水は閉門蟄居を命じられてしまう。
一方、闇の会では、オランダ商館医・シーボルトを標的とする依頼が競りにかけられる。主水とも旧知の仲である仕事人・鶴がこれを競り落として長崎に赴く。しかし、そこで鶴はシーボルトが人格者であることを知り、彼の殺害を取りやめる。また、この仕事の依頼には過激な攘夷思想を持つ国学者・室田静軒が絡んでいた。
米問屋の伊勢屋は米相場の操作を企み、そのために虚偽の天気予報を行わせるべく天文所の役人・高橋景保の買収を試みるが、清廉な高橋はこれを拒絶する。高橋の娘・弓栄と恋仲の室田は、伊勢屋と手を組み、シーボルトと懇意の高橋を利用して2人を同時に排除しようとする。彼らは高橋の弟子を買収し、高橋からシーボルトに贈られた物品の中に、御禁制の伊能図や主水の十手を紛れ込ませる。
やがて、嵐により座礁したシーボルトの船の荷から伊能図が見つかり、シーボルトは国外追放、高橋は牢屋に入れられる。蟄居中の主水は市兵衛に頼まれて、牢内の高橋に会いにいくが、そこで高橋は毒殺されてしまう。さらに父が直面した事態の裏を知った弓栄も室田に殺されてしまう。
全ての裏を知った主水と市兵衛は、はぐれ仕事人の清吉、慎次を加え、さらに千葉周作が「名無しの権兵衛」として加わる。また仕事の最中に江戸に戻った鶴も加わり、主水達は伊勢屋と室田たちを葬る。
仕事の後、鶴は長崎で見つけた十手を主水に見せる。主水は理由をつけてそれを取り戻し、晴れてお役復帰となる。

## キャスト

### 仕事人
- 中村主水 - 藤田まこと
- 何でも屋の加代 - 鮎川いずみ
- 市兵衛 - 近藤正臣（特別出演）
- 清吉 - 誠直也
- 慎次 - 高良隆志
- 鶴 - 笑福亭鶴瓶
- 千葉周作 - 滝田栄

### その他
- 与力 鬼塚 - 西田健
- 筆頭同心 田中 - 山内としお
- 中村りつ - 白木万理
- 中村せん - 菅井きん

- ナレーター
  - オープニング - 芥川隆行（『必殺からくり人・血風編』のOPナレーションを流用）
  - オープニングと劇中 - 福井敏雄

### ゲスト
- 室田静軒 - 荻島真一
- 高橋景保 - 前田吟
- 弓栄 - 川上麻衣子
- 伊勢屋  三左衛門 - 綿引勝彦
- 占い師大吉 - 宮川大助
- 占い師お花 - 宮川花子
- シーボルト - ブレイク・クロフォード

## スタッフ
- 制作 - 山内久司（ABC）
- 脚本 - 保利吉紀
- 音楽 - 平尾昌晃
- 監督・撮影 - 石原興
- 照明 - 林利夫
- 現像 - IMAGICA
- 協力 - エクラン演技集団・新演技座
- プロデューサー - 奥田哲雄・辰野悦央（ABC）・桜林甫・武田功（松竹）
- 制作協力 - 京都映画撮影所（現・松竹撮影所）
- 制作 - ABC、松竹

## 主題歌
- 三井由美子「やがて愛の日が」（ビクターレコード（現・JVCケンウッド・ビクターエンタテインメント））
作詞：葵まさお、作曲：平尾昌晃、編曲：竜崎孝路
『必殺仕置人』の主題歌で、本作ではエンディングクレジットで使用。